# Meded
Los Meded eran un pueblo nómada que invadía periódicamente el reino de Meroe en la época de lluvias en busca de agua y comida para el ganado, y que vivían en el oeste del Nilo, en la región del Uadi Muqaddam al sur de Korti. Los territorios de los uadis Abu Dom, Muqaddam, y el al-Malik, formaban la región llamada desierto de Bayuda, poblada por gentes sedentarias que tenían jefes locales y jefes supremos o reyes a nivel regional, según explican las inscripciones de Napata, probablemente hacia el 500-400 a. C.
La estela de Kawa del rey Arikamaninote (c. 430-400 a. C.) menciona que Krtn (Korti) fue atacada ocho días después de la coronación del rey, que se había desplazado a un palacio que tenía allí; los atacantes era saqueadores del desierto del oeste llamados Mdd (Meded) que huyeron en cuanto vieron que el rey estaba allí. Los soldados reales mataron muchos enemigos y no tuvieron ninguna baja.
En la estela del rey Harsiyotef (c. 390-350 a. C.), el rey cuenta que en su tercer año combatió a los rebeldes de la tierra de los meded y los derrotó, y que el quinto año envió contra ellos infantería y caballería; el rey dice que destruyó tres ciudades del distrito de Anruare e hizo prisionero al jefe de los meded, Sauers-raga, que fue ejecutado; al año siguiente, el rey volvió a marchar contra los meded, los derrotó de nuevo y les capturó los rebaños y los esclavos; el rey meded reconoció al rey de Meroe y se sometió dejando a su lugarteniente como rehén, tras lo cual el rey se retiró. Después de eso no se mencionan otros combates.
Es posible que fuese entonces cuando Meroe fijó su dominio sobre la región y fundó un centro administrativo en Al Meragh; éste no debía ser un establecimiento aislado, aunque con excepción del asentamiento de Tamtam no se ha descubierto todavía ningún más. Se supone que los meroítas se asentaron en toda la región del uadi Muqaddam, entonces un territorio que no tenía las malas condiciones climáticas y productivas de hoy en día. El establecimiento meroita en la región debió producirse hacia el 300 a.  C. o poco antes y no sobrevivió mucho tiempo. Antes del 100 a.  C. (probablemente hacia el 200 a.  C.) había sido destruido por los meded.
Durante el reinado de Nastasen (hacia el 335-315 a.  C.) aparece mencionado un pueblo bajo el nombre de Mdyy, que se cree que podría ser el mismo meded. Nastasen derrotó a muchos pueblos según su estela, en la que cita nombres, distrito o tribu. Los Mdyy habrían atacado la zona del templo de Kawa y robado los tesoros que allí se acumulaban desde tiempos del rey Aspelta. Como Kawa esta la orilla Este del Nilo, este dato sirvió para suponer que los Mdyy fueron los antepasados de los modernos bejas.
El establecimiento meroita desapareció unos años después. Los restos arqueológicos sugieren la destrucción por fuego y el saqueo de cada casa. No se vuelve a percibir posterior presencia meroítica.